# Jaguar (supercalculateur)
Pour les articles homonymes, voir Jaguar (homonymie).
Jaguar est un supercalculateur construit par Cray Inc. au Laboratoire national d'Oak Ridge à Oak Ridge (Tennessee). En novembre 2009, il est devenu l'ordinateur le plus rapide du monde, atteignant les 1,75 pétaFLOPS, jusqu'à ce qu'il soit dépassé par le Tianhe-IA en octobre 2010 (2,5 PFLOPS). Il est ainsi le deuxième à dépasser la barre de 1 PFLOPS, après le Roadrunner d'IBM.
Son amélioration a conduit à Titan, supercalculateur opérationnel début 2013.

## Caractéristiques
Jaguar possède 224 256 processeurs x86 AMD Opteron, et fonctionne avec une version de Linux appelée Cray Linux Environment.
Sa puissance a été plusieurs fois augmentée depuis sa création en 2005. Il était basé au départ sur un système Cray XT3 et avait une puissance de calcul de 25 téraFLOPS. Au début 2008, s'ajoute un système XT4 qui lui permet d'atteindre 263 téraFLOPS. Peu après, le système Cray XT5 est ajouté, apportant 1,4 pétaFLOPS supplémentaires. En 2009, Jaguar possède plus de 200 000 processeurs connectés grâce au réseau Seastar2+ de Cray. XT4 et XT5 sont combinés en un système utilisant le réseau InfiniBand qui les relie au système de fichiers Spider.
La partie XT5 contient 18 688 unités de calcul, contenant chacune deux processeurs AMD Opteron 2435 (Istanbul) et 16 Go de mémoire. La partie XT4, elle, contient 7 832 unités de calcul formées chacune d'un processeur AMD Opteron 1354 quad-core (Budapest) et 8 Go de mémoire. La quantité totale de mémoire avoisine les 360 To (téraoctet, 1 To = 1 024 Go).
Pour l'ensemble du stockage, Jaguar utilise un système de fichiers externe Lustre appelé Spider. La capacité de stockage du Spider est de 10 Po (pétaoctet, soit un million de gigaoctet) et sa vitesse de lecture/écriture est de 240 Go/s.

## Utilisation
Jaguar est employé pour résoudre les problèmes scientifiques les plus complexes, comme la modélisation météorologique, la sismologie, l'astrophysique et la neutronique.